# Боргомаро
Боргомаро (итал. Borgomaro) — коммуна в Италии, располагается в регионе Лигурия, в провинции Империя.
Население составляет 864 человека (2008 г.), плотность населения составляет 37 чел./км². Занимает площадь 23 км². Почтовый индекс — 18021. Телефонный код — 0183.
Покровителем коммуны почитается святой Антоний Великий, празднование 17 января.

## Демография
Динамика населения:

## Администрация коммуны
- Официальный сайт: http://www.comune.borgomaro.im.it